# カルトクイズ100人伝
『カルトクイズ100人伝』（カルトクイズひゃくにんでん）は、雑君保プによる日本の漫画作品。世界の偉人をクイズ風に紹介する学習漫画。メディアファクトリーより刊行された。『ワールドヒーローズ2 』に先立つ、作者にとっての初単行本である。マンガ形式により30人、コラム形式で70人の偉人が紹介されている。

## 登場する主な偉人
- 発明
  - ライト兄弟
  - アレクサンダー・グラハム・ベル
- 発見
  - マリ・キュリー
- 芸術
  - ヴォルフガング・アマデウス・モーツァルト
- スポーツ&冒険
  - 力道山
- 政治
  - アドルフ・ヒトラー
- 映画
  - マリリン・モンロー
- 経済
  - ヘンリー・フォード
- 文化
  - 千利休
- 音楽
  - ジョン・レノン
- 文学
  - コナン・ドイル

## 書誌情報
- 1993年1月発売 ISBN 978-4889912685